# Fontaine-le-Port
Fontaine-le-Port là một xã ở tỉnh Seine-et-Marne, thuộc vùng Île-de-France ở miền bắc nước Pháp.

## Dân số
Người dân ở Fontaine-le-Port được gọi là Portifontains.
Điều tra dân số năm 1999, xã này có dân số là 844.